# Lista de presidentes do Esporte Clube Bahia
Esta é uma lista dos presidentes do Esporte Clube Bahia ao longo da história, desde sua fundação em 1931.

## Presidentes
- Waldemar Costa (1931)
- Plínio Rizério (1931)
- Alex Von Usler (1933)
- Augusto Correia Machado (1934)
- Fernando Tude de Souza (1935)
- Albérico Mello (1935 a 1936)
- Edgard de Lemos Brito (1937)
- Carlos Costa Pinto de Pinho (1937)
- Gaston Carvalho (1939)
- Carlos Wildeberger (1940)
- Álvaro de Souza Lopes (1941)
- José Gabriel Castilho (1941)
- Emílio Tournillon (1942 a 1943)
- Alfredo Fischer (1944)
- José Bahia Ramos (1944 a 1948)
- Clémens Sampaio (1949)
- Jayme Guimarães (1949 a 1950)
- Manoel Alfredo de Carvalho (1951)
- Amado Bahia Monteiro (1952 a 1954)
- Nelson Pinheiro Chaves (1954 a 1955)
- Osório Villas-Boas (1958 a 1960 e 1961 a 1969)
- Hamilton Figueira Simões (1961)
- Pedro Pascásio (1969 a 1970)
- Alfredo Saad (1970)
- Manoel Inácio Paula Filho (1971 a 1972)
- Wilson Trindade (1972 a 1974)
- Luiz A. Bandeira de Matos (1975)
- Fernando Schmidt (1975 a 1979)
- Paulo Maracajá[2] (1979 a 1994)
- Francisco Pernet (1994 a 1996)
- Antônio Pithon (1996 a 1997)
- Marcelo Guimarães[3] (1997 a 2005)
- Petrônio Barradas[4] (2005 a 2008)
- Marcelo Guimarães Filho[5] (2008 a 2013)
- Fernando Schmidt[6] (2013 a 2014)
- Marcelo Sant’Ana[7] (2014 a 2018)
- Guilherme Bellintani (2018 a 2023)
- Emerson Ferretti (2024 a 2026)